# 海商
海商(かいしょう)とは、海船を使った海上貿易、海上輸送などの経済活動に従事する商人の事で、主に中国商人を意味する。
中国では古来からシルクロードなどを利用した陸上交通が主であったが、時代が下ると海路を使った交易も行われ、唐代には海商が出現する。海外交易が活発になると税関にあたる市舶司が設置され、海商の活動は制限された。日本においても活動し、894年に遣唐使が停止されると僧などの留学生を便乗させて中国へ渡航、帰国させる活動も行う。
宋は海外貿易振興のため市舶司が広州などに各地に設置され、海商に対しては官券の所持を義務付ける。宋代には日本や朝鮮半島の高麗などと貿易を行う。1126年に金により北宋が滅ぼされて南宋が建国されると、金と南宋の対立から海商、海賊の活動が活発化する。蒲寿庚は元代までの海商として活動する。
モンゴルが建国した元は日本や東南アジアへの遠征を行うなど海上活動にも積極的で、市舶司を設置しての海上貿易を振興する。明は海禁政策を行い密貿易を取り締まったため、海商のなかには王直・李旦・鄭芝龍等、海賊に転身するものも現れ、倭寇を称していた。